# Calafate
|  | Aquest article tracta sobre l'arbust. Si cerqueu el mite, vegeu «Calafate (mite)». |

Calafate (Berberis microphylla) és una espècie d'arbust del gènere Berberis. Dona nom a la població de la Patagònia argentina d'El Calafate. És originari del sud de l'Argentina i Xile. Hi ha una llegenda que diu que qualsevol que mengi els seus fruits tornarà sens dubte a la Patagònia.

## Descripció
Arbust de fulla persistent i espinós que fa fins a 1,5 m d'alt amb les fulles que semblen les del boix. Les flors són petites i grogues i floreix a l'estiu. Els fruits són comestibles.

## Usos
Es cultiva de manera comercial, pel fruit, com a planta medicinal o ornamental. Es pot menjar cru i cuit en melmelada o preparacions similars.